# Naoko Satō
Naoko Satō (Japans: 佐藤直子, Satō Naoko) (Tokio, 2 januari 1955) is een tennisspeelster uit Japan.
Satō speelde tussen 1976 en 1980 22 partijen voor Japan op de Fed Cup.
In 1978 speelde zij samen met Pam Whytcross de dubbelspelfinale van het Australian Open.
In 1982 won ze met Brenda Remilton het WTA-damesdubbeltoernooi van Tokio.